# Доброслав Судьич
Доброслав Судьич (Судиславич) — влиятельный галицкий боярин середины XIII века. Сын Судислава, летописец называет его «поповым внуком».
Имел довольно сложные отношения с правителем Галича, Романом Мстиславовичем, о чём рассказывает летописец: «возгордился так, что и на землю не смотрит». Однако, в 1233 году вместе с другими власть имущими Доброслав Судьич стал на сторону сына Романа, князя Даниила в его борьбе с венгерским королевичем Андрашем за галицкий престол, за что и получил во владение Коломыю с её богатой добычей соли. Конфликтуя с Даниилом Галицким захватил всё Подолье с центром в Бакоте и был союзником Болоховских князей. В 1241 году на Подолье вспыхнуло крестьянское восстание, которое впоследствии распространилось на всю Галицкую землю. В том же году Даниил Галицкий схватил Доброслава и бросил его в темницу.
Доброслав Судьич был ярким выразителем вечевого права Юго-Западной Руси и противником установления монархической формы правления. Летопись изображает его беспредельщиком, узурпатором и грабителем. Возможно, такая трактовка тенденциозна и написана в угоду княжеской политике.
Не исключено, что именно Доброслав Судьич упомянут у Плано Карпини под именем Dubozlaus на службе у киевского князя Ярослава Всеволодовича, получившего от Батыя в 1243 году «старейшинство» среди всех русских князей. А. А. Горский допускает, что Доброслав мог обрести свободу из заточения у князя Даниила, а затем занять видное место в
окружении великого князя.

## В культуре
В советском фильме «Даниил — князь Галицкий» (1987) роль Судьича исполнил Богдан Ступка.